# Гуді (пудинг)
Ґуди чи ґуді — ірландська десертна страва, яку готують, відварюючи хліб у молоці з цукром та спеціями. Його часто дають дітям або дорослим. Цю страву куштують напередодні Різдва Іона Предтечі, коли її готували біля багаття, запаленого на святкування. Готували варіанти з використанням молочного чаю для замочування хліба. Цю страву також готують батьки, щоб давати дітям, коли у них розлад шлунку. Багатьом дітям давали її протягом XX століття як частування в будинках сусідів або після школи як закуску перед вечерею. На сьогодні її модифікували на сучасний смак, використовуючи какао-порошок та шоколадні краплі для підсолоджування.